# Harpactea catholica
Harpactea catholica là một loài nhện trong họ Dysderidae.
Loài này thuộc chi Harpactea. Harpactea catholica được miêu tả năm 1984 bởi Brignoli.